# Guiverno
El guiverno (del inglés wyvern, también escrito wivern) es un tipo de dragón del arte medieval que se distingue por poseer dos alas, dos patas y una cola puntiaguda. El guiverno es importante en heráldica y aparece con frecuencia como mascota de colegios o equipos deportivos (sobre todo en el Reino Unido), además de estar presente ocasionalmente en la literatura medieval o moderna europea, y británica en particular. Asimismo está presente en multitud de videojuegos. 

Representación medieval de un dragón en la Historia de San Jorge y el dragón, de Paolo Uccello. En la actualidad se le suele designar a ésta forma como "guiverno".

En la actualidad, se suele etiquetar como guiverno a los dragones que poseen dos patas en lugar de cuatro y su par de alas, a pesar de que en la antigüedad era más frecuente representar dragones con dos patas que con cuatro.  En algunas obras de ficción (como en The Witcher, Canción de hielo y fuego o Las Aventuras de Merlín) los wyverns se distinguen por ser más pequeños que los dragones y carecer de aliento de fuego, independientemente del número de patas.

## Etimología

Representación tradicional de un dragón heráldico.

No existe registro del uso de la escritura wyvern en inglés antes del siglo xvii para referirse a un dragón. Es una modificación del término del inglés medio (con ejemplos del siglo xiii) wyver, del francés antiguo wivre (cp. del francés guivre y vouivre), a su vez del latín vīpera, que significaba víbora, culebra o áspid.

## En literatura
En la literatura fantástica moderna es frecuente encontrar descripciones de guivernos o criaturas equivalentes, aunque sus primeras apariciones literarias seguramente se dieran en bestiarios medievales.
Son mencionados en la novela La última sonrisa en Sunder City de Luke Arnold y en la Saga Empíreo de Rebeca Yarros dónde tienen una gran importancia en la trama.

## En heráldica
El guiverno es una figura de la heráldica inglesa y en vexilología, y también se puede encontrar ocasionalmente como soporte o cimera.
Un guiverno blanco (de argén) formaba la cimera del Borough de Leicester según está registrado en la visita heráldica de Leicestershire de 1619:

A wyvern sans legs argent strewed with wounds gules, wings expanded ermine.

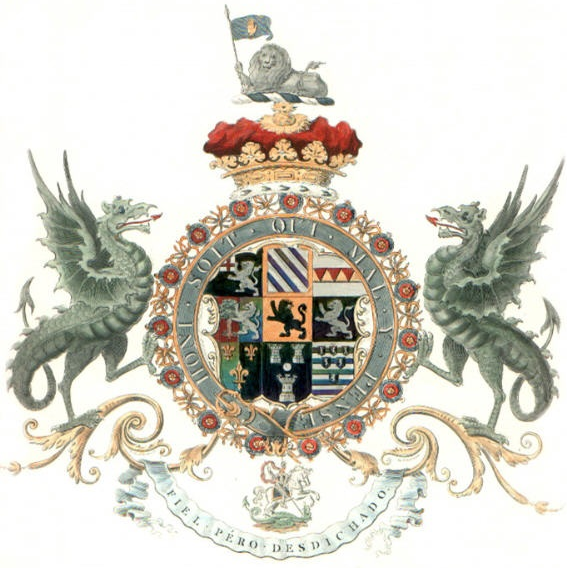
Guivernos como soporte del escudo de John Churchill, I duque de Marlborough.

La expresión sans legs no significa forzosamente que no tuviera patas, sino que podrían no haber sido representadas al estar disimuladas o debajo del cuerpo. La compañía Midland Railway lo adoptó en 1845 cuando se convirtió en la cimera de su escudo no oficial. La compañía afirmaba que «el guiverno era el estandarte del Reino de Mercia», y que era «una partición de las armas de la ciudad de Leicester». En 1897, sin embargo, la Railway Magazine se dio cuenta de que parecía «no haber fundamento de que el guiverno se haya asociado con el Reino de Mercia».
Los reyes de Aragón de la Casa de Barcelona desde Pedro IV usaron un dragón alado como cimera de sus yelmos debido a la semejanza entre las palabras «dragón» y «d'Aragón». La Generalidad Valenciana adoptó este símbolo de manera oficial como escudo de armas.

## Como emblema
El guiverno es un logotipo o mascota comercial popular, especialmente en Gales y en lo que una vez fue el Reino de Wessex en el West Country, pero también tan lejos como Herefordshire y Worcestershire, dado que los ríos Wye y Severn corrían a través de Hereford y Worcester, respectivamente. Por ejemplo, una compañía local de transporte escolar se llama Wyvern Schooltours Ltd y una de las emisoras de radio de la zona se llama Wyvern FM. Vauxhall Motors tenía en su catálogo de vehículos durante los años 1950 un modelo llamado el Wyvern. El Westland Wyvern fue un avión de ataque a tierra monoplaza multifunción operado desde portaaviones, fabricado por Westland Aircraft en los 50 y que entró en servicio activo en la Crisis de Suez de 1956.
El guiverno es una mascota habitual de asociaciones deportivas, colegios y universidades, particularmente en el Reino Unido y en los Estados Unidos, y es la mascota del equipo SK Wyverns de la Organización Coreana de Béisbol, fundado en 2000. También es el logo del Newington College de Sídney, en Nueva Gales del Sur, una de las escuelas privadas masculinas más importantes de Australia.

### Ejemplos
|                                                                                  |
| El supuesto símbolo del Reino de Wessex en la Edad Media era un guiverno dorado. |

|                                                                                          |
| Relieve de un guiverno luchando contra un lobo, Catedral de San Vigilio, Trento, Italia. |

| |
| Guiverno tallado en la sillería del coro de la Catedral de Chester en Cheshire, Inglaterra, c. 1380. |

| |
| Escudo de la Midland Railway, estación de Derby, con una cimera en forma de guiverno sans legs (sin patas). |

|                                            |
| Escudo del municipio de Stjørdal, Noruega. |

| |
| Escudo de la ciudad de Valdivia, Chile, escudo oficial de la ciudad donde aparece un dragón en la cimera. |

| |
| Cimera real del rey de Aragón, España, que muestra la cabeza de un dragón emergiendo de la corona real. |

|                                                                                          |
| Escudo de la Casa de Braganza, Portugal, en esta se muestran dos dragones como tenantes. |

|                                |
| Bandera de Gales, Reino Unido. |

|                                                        |
| Escudo de la City de Londres, Inglaterra, Reino Unido. |

|                                                         |
| Escudo de la Catedral de la Asunción (Jaén) (siglo XVI) |

## Guivernos en la Actualidad
Actualmente, los guivernos, son confundidos con dragones en la mayoría de películas y series de la ficción, cómo por ejemplo Juego de Tronos, dónde los dragones, son representados únicamente con dos patas.